# Mahalalel
Mahalalel (en hebreu מהללאל בן-קֵינָן Mahălal'ēl ben Qênān i en àrab مهللئیل بن قینان Mahlaleel ibn Qaynan) és un personatge del capítol 5 del Gènesi, fill de Quenan, net d'Enoix i besnet de Set, tercer fill d'Adam i Eva.
Segons la genealogia del Gènesi, va ser fill de Quenan, que el va engendrar quan tenia 70 anys, que encara va viure 840 anys més. Per tant, era net d'Enoix, besnet de Set i rebesnet d'Adam i Eva. Per la seva banda, Mahalalel va engendrar Jèred quan tenia 65 anys. Després del naixement del seu fill, va viure molts més anys, va tenir altres fills i filles i, finalment, va morir amb 895 anys.